# Gert Schneider
Gert Schneider (1949) is een voormalig activist uit de extreemlinkse Rote Armee Fraktion (RAF). Hij behoorde tot de zogenaamde Tweede Generatie van deze Duitse guerrillabeweging.
Op 10 november 1977, niet lang na de zogenaamde Duitse Herfst, raakte hij met RAF-lid Christof Wackernagel in Amsterdam-Osdorp betrokken bij een schietpartij waarbij de twee RAF-leden en drie politiemensen gewond raakten. Nadat hij en Wackernagel waren overgedragen aan de Duitse autoriteiten werd Schneider door het gerechtshof in Düsseldorf wegens poging tot moord en lidmaatschap van de RAF veroordeeld tot een gevangenisstraf van 15 jaar. In de gevangenis kwam Schneider onder hoge druk te staan en nam hij uiteindelijk afstand van de RAF. In 1987 werd hij vervroegd vrijgelaten.